# كاثلين كوينلان
وإسمها كاثلين دينيس كوينلان (بالإنجليزية: Kathleen Denise Quinlan) وهي ممثلة أمريكية ولدت في يوم 19 نوفمبر 1954 في مدينة باسادينا، كاليفورنيا في الولايات المتحدة ومثلت في فلم التلال لها عيون.

## روابط خارجية
- كاثلين كوينلان على موقع IMDb (الإنجليزية)
- كاثلين كوينلان على موقع روتن توميتوز (الإنجليزية)
- كاثلين كوينلان على موقع ألو سيني (الفرنسية)
- كاثلين كوينلان على موقع أول موفي (الإنجليزية)
- كاثلين كوينلان على موقع قاعدة بيانات برودواي على الإنترنت (الإنجليزية)
- كاثلين كوينلان على موقع قاعدة بيانات الأفلام السويدية (السويدية)
- كاثلين كوينلان على موقع إن إن دي بي (الإنجليزية)
- كاثلين كوينلان على موقع قاعدة بيانات الفيلم (الإنجليزية)
- كاثلين كوينلان على موقع كينوبويسك (الروسية)